# تاریخچه هفت قتل
تاریخچه هفت قتل (انگلیسی: A Brief History of Seven Killings) سومین رمان رمان‌نویس جامائیکایی مارلون جیمز است. کتاب با الهام از تلاش برای ترور باب مارلی خواننده مشهور جامائیکا در اواخر دهه هفتاد میلادی نوشته شده است. این کتاب برنده جایزه ادبی بوکر ۲۰۱۵ شده است.